# April 2001 (musikalbum)
April 2001 är den svenska proggruppen Love Explosions andra studioalbum, utgivet 30 år efter debutalbumet Bästa låtar på skivbolaget Bioquest 2001.

## Låtlista
1. "Livet är ett paketerbjudande" – 5:18
2. "Grilla mig" – 3:41
3. "Festlåg" – 4:13
4. "Rickard Nilsson" – 4:25
5. "Vi hade rätt hela tiden" – 5:41
6. "Det kommer väl att regna på oss" – 3:08
7. "Jag gick med dig på dansen" – 3:04
8. "Den gule libanesen" – 2:51
9. "Rektorn" – 6:05
10. "Chips i Kista" – 4:11
11. "Du sa som så" – 6:07
12. "Femti år" – 4:23
13. "Du är så liderlig" – 2:51
14. "En go liten gäng" – 4:39
15. "Min generations bästa hjärnor" – 3:10
16. "Låt oss tända eld på natt" – 5:30
17. "Kvinna från Kungsladugård" – 3:38

### Fotnoter
1. ↑  ”April 2001”. Progg.se. Arkiverad från originalet den 6 maj 2012. https://web.archive.org/web/20120506101556/http://www.progg.se/band.asp?ID=20&skiva=101. Läst 6 januari 2013.